# USS Normandy (CG-60)
USS Normandy (CG-60) četrnaesta je raketna krstarica klase Ticonderoga u službi američke ratne mornarice i prvi brod koji nosi to ime.

## Vanjske poveznice
- normandy.navy.mil  Arhivirana inačica izvorne stranice od 14. lipnja 2009. (Wayback Machine)